# Мчедлов, Михаил Петрович
Михаи́л (Мира́н) Петро́вич Мчедло́в (18 октября 1928, Тбилиси, Грузинская ССР, СССР — 29 января 2007, Москва, Россия) — советский и российский религиовед, социолог религии, социальный философ, специалист по католичеству и государственно-церковным отношениям. Заслуженный деятель науки РФ, доктор философских наук, профессор. Один из авторов «Настольной книги атеиста», «Атеистического словаря» и словаря «Религии и народы современной России».

## Биография
Родился 18 октября 1928 года в Тбилиси в грузинской семье. По словам его дочери Марии, они грузины и их настоящая фамилия Мчедлидзе. Церковный вестник отмечает, что он родился в армянской семье. С золотой медалью окончил русскую школу.
В 1948 году поступил на факультет международных отношений Ереванского государственного университета, который окончил в 1953 году.
В 1954 году поступил в аспирантуру философского факультета Московского государственного университета им. М. В. Ломоносова, которую окончил в 1957 году по кафедре истории зарубежной философии.
В 1961 году в МГПИ имени В. И. Ленина защитил диссертацию на соискание учёной степени кандидата философских наук по теме «О реакционной сущности социальной доктрины современного католицизма». В 1968 году в Академии общественных наук при ЦК КПСС защитил диссертацию на соискание учёной степени доктора философских наук по теме «Эволюция современного католицизма».
До 1991 года работал редактором философского отдела журнала «Коммунист», заместителем директора Института марксизма-ленинизма, заместителем директора Института теории и истории социализма. В 1990—2000-е годы — директор исследовательского центра «Религия в современном обществе» Российского независимого института социальных и национальных проблем (Института комплексных социальных исследований РАН).
Выпустил около 350 работ.

### Семья
Дочери М. П. Мчедлова также стали известными обществоведами:
- Елена Михайловна (Мирановна) Мчедлова — кандидат философских наук, доктор социологических наук, ведущий научный сотрудник Института социально-политических исследований РАН[12].
- Мария Михайловна (Мирановна) Мчедлова — кандидат философских наук, доктор политических наук, доцент, главный научный сотрудник Института социологии РАН[13], профессор РУДН[14][15]

## Научная деятельность
В своих работа М. П. Мчедлов большое место уделял исследованию вопросов социологии социальных систем теории цивилизации, а также социологии религии — социальной роли религии, места религиозного фактора в социально-культурных процессах, характера религиозных социальных доктрин, изучал эволюцию современного католичества. Он рассматривал цивилизацию как социально-культурную общность, а также соотношение марксистской общественно-экономической формации и цивилизации, общечеловеческих и классовых ценностей, мировой и локальных цивилизаций. М. П. Мчедлов считал, что общечеловеческое развивается и претворяется в жизнь в конкретной социокультурной среде, которая или создает благоприятные условия для этого развития, или же наоборот препятствует ему. Исследуя эволюцию современного католичества М. П. Мчедлов проводил сравнительное исследование новых течений в его философско-социальных концепциях, догматике, культе, организации, имеющих место в рамках существующих концепций, понятий и категорий традиционной догматики.
Также диалектика отношений государства, церкви и гражданского общества, религия в зеркале общественного мнения, свобода совести и религиозная толерантность, этнорелигиозная ситуация в России, социальный портрет российского верующего, православие и другие религии.
С 1997 года до конца жизни М. П. Мчедлов возглавляет междисциплинарный научный коллектив Российского независимого института социальных и национальных проблем (РНИСиНП) (с 2002 года преобразуется в Центр «Религия в современном обществе» в составе Института социологии РАН), занимающийся социологическим исследованием корневых вопросов, раскрытием устойчивых характеристик и основных интересов российской цивилизации, как многовековой полиэтнической и охватывающей большое количество религиозных традиций социокультурной общности в пространстве Евразии. Также в ходе социологических исследований РНИСиНП, по выборке, на территории всех субъектов Российской Федерации, был осуществлён комплексный анализ особенностей религиозности в российском обществе конца 90-х годов XX века, ценностных устремлений верующих, в первую очередь молодежи, новых процессов в российских религиозных организациях, в области религии и политики, государственно-церковных отношениях, взаимодействии религии и этносов, культуры и религии, проблема нетрадиционной религиозности. Итогом большой работы научного коллектива РНИСиНП были подготовлены и вышли в свет, в издательстве «Республика», крупные научные труды как религиоведческой, так и цивилизационной проблематики. Это коллективные монографии, где М. П. Мчедлов выступил в качестве главного редактора и автора многих статей — «Свобода совести в духовном возрождении Отечества» (1994), «Национальное и религиозное» (1996), «Милосердие» (1996, 1998), «Российская цивилизация» (1998), «О социальной концепции русского православия» (2002), «Толерантность» (2004), «Вера. Этнос. Нация» (2007), а также уникальные энциклопедические словари словарь «Религии народов современной России» (1999, 2004), «Российская цивилизация: этнокультурные и духовные аспекты» (2001).
Своеобразным итогом как собственной научно-религиоведческой исследовательской работы, так и деятельности руководимого им ИЦ «Религия в современном обществе», явилась книга М. П. Мчедлова «Религиоведческие очерки. Религия в духовной и общественно-политической жизни современной России» (2005).

## Общественная деятельность
С 7 февраля 2004 года по 30 марта 2007 года член Совета по взаимодействию с религиозными объединениями при Президенте РФ.
Председатель Экспертного совета для проведения государственной религиозной экспертизы при Министерстве юстиции РФ.
Много времени М. П. Мчедлов уделял журналистике — и публицистической и научной. В 1962—1965 годах он подготовил цикл статей и репортажей в «Литературной газете» о ходе II Ватиканского Собора в Риме. До последних дней жизни М. П. Мчедлов часто публиковал свои статьи по вопросам социологии религии на страницах печатных изданий: журналов «Свободная мысль» и «Религия и право», газет «НГ-Религии» и «Литературная газета».

## Награды
Орден Трудового Красного Знамени, множество медалей, в том числе «За трудовую доблесть» и «Ветеран труда».

## Научные труды

### Монографии
- Мчедлов М. П. Эволюция современного католицизма. — М.: Мысль, 1967.
- Мчедлов М. П. Католицизм. — М.: Политиздат, 1970 г. — 272 с.
- Мчедлов М. П. Понятие цивилизации в марксистско-ленинской теории. — М. : Знание, 1979. — 63 с.
- Критика современных буржуазных и реформистских фальсификаторов марксизма-ленинизма : [Сб. статей] / Ин-т марксизма-ленинизма при ЦК КПСС; [Редкол.: М. П. Мчедлов (руководитель) и др.]. — М. : Политиздат, 1980. — 439 с.
- Мчедлов М. П. Социализм — становление нового типа цивилизации / М. П. Мчедлов. — М. : Политиздат, 1980. — 263 с. (М. : Прогресс, 1983. — 334 с.)
- Из истории марксизма-ленинизма и международного рабочего движения : [Сб. статей] / Ин-т марксизма-ленинизма при ЦК КПСС; [Редкол.: М. П. Мчедлов (отв. ред.) и др.]. — М. : Политиздат, 1982. — 495 с.
- Мчедлов М. П. Религия и современность / М. П. Мчедлов. — М. : Политиздат, 1982. — 272 с.
- Очерки по истории «Капитала» К. Маркса : [Сб. ст.] / Ин-т марксизма-ленинизма при ЦК КПСС; [Редкол.: М. П. Мчедлов (отв. ред.) и др.]. — М. : Политиздат, 1983. — 379 с.
- Актуальные вопросы научного коммунизма : Развитие марксистско-ленинской теории XXVI съездом КПСС / [П. П. Лопата, А. Г. Здравомыслов, А. Е. Крухмалев и др.; Редкол.: М. П. Мчедлов (отв. ред.) и др.]. — М. : Политиздат, 1983. — 303 с.
- Критика фальсификаций национальных отношений в СССР / [М. И. Куличенко, Е. С. Троицкий, Ж. Г. Голотвин и др.; Редкол.: М. П. Мчедлов (отв. ред.) и др.]. — М. : Политиздат, 1984. — 496 с.
- Воспоминания о Владимире Ильиче Ленине : В 5-ти т. /Ин-т марксизма-ленинизма при ЦК КПСС; [Редкол.: М. П. Мчедлов и др.]. — 3-е изд. — Т. 2. — М. : Политиздат, 1984. — 494 с.
- Воспоминания о Владимире Ильиче Ленине : В 5-ти т. / Ин-т марксизма-ленинизма при ЦК КПСС; [Редкол.: М. П. Мчедлов и др.]. — 3-е изд. — Т. 3. — М. : Политиздат, 1984. — 526 с.
- Воспоминания о Владимире Ильиче Ленине : В 5-ти т. / Ин-т марксизма-ленинизма при ЦК КПСС; [Редкол.: М. П. Мчедлов и др.]. — 3-е изд. — Т. 5. Воспоминания зарубежных современников: Воспоминания зарубежных современников. — М. : Политиздат, 1984. — 541 с.
- Марксизм-ленинизм о диалектике революции и контрреволюции : Из опыта борьбы с контрреволюцией и современность / [М. П. Мчедлов, В. Г. Мосолов, Н. Ю. Колпинский и др.; Редкол.: М. П. Мчедлов и др.]. — М. : Политиздат, 1984. — 382 с.
- Мчедлов М. П. Современные социальные движения и религия / М. П. Мчедлов. — М. : Знание, 1985. — 64 с.; 20 см. — (Новое в жизни, науке, технике)
- Мчедлов М. П. Социальная справедливость социалистического общества : [Пер. с рус.] / М. П. Мчедлов. — М. : Прогресс, Б. г. (1986). — 103,[1] с.
- Mchedlov M. P. Dialectica de la revolución y la contrarrevolución : La experiencia de la lucha contra la contrarrevolución y la época contemporánea / M. P. Mchedlov, Rodney Arismendi, V. G. Mosolov y otros ; Trad. directa del ruso: Paula Hernandez. — Buenos Aires : Cartago, 1987. — 412 с.; 20 см. ISBN 950-650-052-5
- Первоначальный вариант «Капитала» : (Экон. рукописи К. Маркса 1657—1859 гг.) / [И. К. Антонова, Л. Л. Васина, В. С. Выгодский и др.; Редкол.: М. П. Мчедлов (отв. ред.) и др.]; Ин-т марксизма-ленинизма при ЦК КПСС. — М. : Политиздат, 1987. — 462,[1] с.
- Социальная активность трудящихся масс в условиях социализма / [Мчедлов М. П., Здравомыслов А. Г., Дашдаваа С. и др.; Ред. Здравомыслов А. Г. и др.]; Ин-т истории БКП при ЦК БКП и др. — М. : Политиздат, 1987. — 367,[1] с.
- Ленинская теория некапиталистического пути развития и исторический опыт МНР : Материалы науч. конф., 4 окт. 1986 г. / [Редкол.: М. П. Мчедлов (отв. ред.) и др.]. — М. : Политиздат, 1987. — 197,[2] с.
- Мчедлов М. П. Политика и религия / М. П. Мчедлов. — М. : Советская Россия, 1987. — 251,[2] с.
- Интернациональное сотрудничество КПСС и КП Кубы : история и современность / [М. П. Мчедлов, Э. Думпьерре, Э. П. Консепсьон и др.]; Под общ. ред. Г. Л. Смирнова, Ф. Гробарта; Ин-т марксизма-ленинизма при ЦК КПСС, Ин-т истории ком. движения и соц. революции Кубы при ЦК КП Кубы. — М. : Политиздат, 1988. — 350,[1] с.; 21 см. ISBN 5-250-00026-6
- Марксизм и рабочее движение XIX века. Некоторые актуальные проблемы теории и истории : К 170-летию со дня рождения К. Маркса : [Сб. ст.] / Ин-т марксизма-ленинизма при ЦК КПСС; [Редкол.: Мчедлов М. П. (отв. ред.) и др.]. — М. : Политиздат, 1988. — 566,[1] с.; 20 см. ISBN 5-250-00610-8
- Мчедлов М. П. Диалектика общечеловеческого и классового / М. П. Мчедлов. — М. : Знание, 1989. — 62,[2] с.; 17 см. — (Новое в жизни, науке, технике. Науч. коммунизм; в/1989). ISBN 5-07-000604-5
- Воспоминания о Владимире Ильиче Ленине : В 10 т. / Ин-т марксизма-ленинизма при ЦК КПСС; [Редкол.: М. П. Мчедлов и др.; Предисл. А. М. Совокина]. — Т. 1: [Воспоминания родных] : А. И. Ульянова-Елизарова, Д. И. Ульянов, М. И. Ульянова / [Составитель С. У. Манбекова]. — М. : Политиздат, 1989. — 350,[1] с., [8] л. ил. : ил. ISBN 5-250-01018-0
- Воспоминания о Владимире Ильиче Ленине : В 10-ти т. / Ин-т марксизма-ленинизма при ЦК КПСС; [Редкол.: М. П. Мчедлов и др.]. — Т. 2. — М. : Политиздат, 1989. — 382,[2] с., [8] л. ил. : ил. ISBN 5-250-01043-1
- Воспоминания о Владимире Ильиче Ленине : В 10 т. / Ин-т марксизма-ленинизма при ЦК КПСС; [Редкол.: М. П. Мчедлов и др.]. — Т. 3. — М. : Политиздат, 1989. — 366,[1] с., [8] л. ил. ISBN 5-250-01057-1
- Воспоминания о Владимире Ильиче Ленине : В 10 т. / Ин-т марксизма-ленинизма при ЦК КПСС; [Редкол.: М. П. Мчедлов и др.]. — Т. 4. — М. : Политиздат, 1990. — 350,[1] с., [8] л. ил. ISBN 5-250-01094-6
- Воспоминания о Владимире Ильиче Ленине : В 10-ти т. / Ин-т марксизма-ленинизма при ЦК КПСС; [Редкол.: М. П. Мчедлов и др.]. — Т. 5. — М. : Политиздат, 1990. — 411,[1] с., [6] л. ил. : ил. ISBN 5-250-01103-9
- Воспоминания о Владимире Ильиче Ленине : В 10 т. / Ин-т марксизма-ленинизма при ЦК КПСС; [Редкол.: М. П. Мчедлов и др.]. — Т. 6. — М. : Политиздат, 1990. — 379,[1] с., [4] л. ил. : ил. ISBN 5-250-01355-4
- Воспоминания о Владимире Ильиче Ленине : В 10-ти т. / Ин-т марксизма-ленинизма при ЦК КПСС; [Редкол.: М. П. Мчедлов и др.] — Т. 7. — М. : Политиздат, 1991. — 316,[1] с., [4] л. ил. : ил. ISBN 5-250-01390-2
- Воспоминания о Владимире Ильиче Ленине : В 10 т. / Ин-т марксизма-ленинизма при ЦК КПСС; [Редкол.: М. П. Мчедлов и др.] —Т. 8. — М. : Политиздат, 1991. — 382,[1] с., [4] л. ил. : портр. ISBN 5-250-01423-2
- История марксизма-ленинизма : [В 6 т.] / Гл. ред. комис.: М. П. Мчедлов (пред.) и др. ; Ин-т марксизма-ленинизма при ЦК КПСС. — [Т. 2], ч. 1: Марксизм в период формирования массовых социалистических партий II Интернационала (70-90-е гг. XIX в.) / [С. С. Волк, А. Л. Андреев, И. Л. Андреев и др.]; Редкол.: С. С. Волк (руководитель) и др. — М. : Политиздат, 1990. — 316,[2] с. ISBN 5-250-01076-8
- История марксизма-ленинизма : [В 6 т.] / Гл. ред. комис.: М. П. Мчедлов (пред.) и др. ; Ин-т марксизма-ленинизма при ЦК КПСС. — [Т. 2], ч. 2: Марксизм в период формирования массовых социалистических партий II Интернационала (70-90-е гг. XIX в.) / [С. С. Волк, А. Л. Андреев, Б. В. Богданов и др.]; Редкол.: С. С. Волк (руководитель) и др. — М. : Политиздат, 1990. — 381,[1] с. ISBN 5-250-01077-6
- Фридрих Энгельс и его время : К 170-летию со дня рождения : [Сборник / Ин-т марксизма-ленинизма при ЦК КПСС. — М. : Политиздат, 1990. — 526,[2] с., [1] л. портр. : факс.; 21 см. ISBN 5-250-00711-2
- Свобода совести в духовном возрождении Отечества : [Сб. ст.] / Рос. независимый ин-т социал. и нац. пробл., Исслед. центр «Религия в современ. обществе»; [Редкол.: М. П. Мчедлов (отв. ред.), Е. С. Элбакян]. — М. : РНИСИНП, 1994. — 154 с.
- Национальное и религиозное / М. П. Мчедлов, А. А. Нуруллаев, Э. Г. Филимонов и др.; М.: Рос. независимый ин-т социал. и нац. проблем, Исслед. центр «Религия в соврем. о-ве», Междунар. фонд духов. единства рос. народов, 1996.
- Мчедлов М. П. Российская цивилизация : Этнокультур. и духов. аспекты : [Сб. ст. : К 70-летию М. П. Мчедлова] / Рос. независимый ин-т социал. и нац. пробл., Исслед. центр «Религия в соврем. о-ве»; [Редкол.: М. К. Горшков и др.]. — М. : РНИСИНП, 1998. — 271 с. : портр.; 22 см. ISBN 5-89540-010-8
- Толерантность (недоступная ссылка)  (недоступная ссылка с 19-05-2013 [4441 день]) / Общ. ред. М. П. Мчедлова. — М.: Республика, 2004. — 416 с. ISBN 5-250-01874-2
- Вера. Этнос. Нация. Религиозный компонент этнического сознания / Российская акад. наук, Ин-т социологии, Исслед. центр «Религия в современном о-ве»; [М. П. Мчедлов и др.]. — М.: Культурная революция, 2007. — 367, [1] с.; 14x18 см. ISBN 5-250-01912-9 (М.: Культурная революция, 2009. — 394 с. ISBN 978-5-250-06062-2)
- Религия в самосознании народа : религиозный фактор в идентификационных процессах : [монография] / [Мчедлов М. П. и др.; отв. ред.: Мчедлов М. П.] ; Российская акад. наук, Ин-т социологии. — М.: Ин-т социологии РАН, 2008. — 413, [1] с. : табл.; 22 см. ISBN 978-5-89697-154-2

### Статьи
- Переоценка ценностей // Вопросы научного атеизма. Вып. 6. II Ватиканский собор (замыслы и итоги) / Отв. ред. А. Ф. Окулов; Акад. обществ. наук ЦК КПСС. Ин-т научного атеизма. — М.: Мысль, 1968. — С. 6—24. — 436 с. — 20 000 экз.
- Ленинский принцип единства марксистов и верующих трудящихся в борьбе за социальный прогресс // Вопросы научного атеизма. Вып. 8. Ленинское атеистическое наследие и современность (к 100-летию со дня рождения В. И. Ленина) / Отв. ред. А. Ф. Окулов; Акад. обществ. наук ЦК КПСС. Ин-т научного атеизма. — М.: Мысль, 1969. — С. 334—351. — 380 с. — 17 000 экз.
- Католицизм / Сказкин С. Д., Мчедлов М. П. // Италия — Кваркуш. — М. : Советская энциклопедия, 1973. — (Большая советская энциклопедия : [в 30 т.] / гл. ред.  А. М. Прохоров ; 1969—1978, т. 11).
- Гараджа В. И., Мчедлов М. П. XXXVII конгресс Всемирного союза свободомыслящих // Вопросы научного атеизма. Вып. 17 / Редкол. А. Ф. Окулов (отв. ред.); Акад. обществ. наук ЦК КПСС. Ин-т научного атеизма. — М.: Мысль, 1975. — С. 327—337. — 399 с. — 18 300 экз.
- Религия и политика: традиционное и новое // Вопросы научного атеизма. Вып. 36. Религия и политика / Редкол. В. И. Гараджа (отв. ред.) и др.; Акад. обществ. наук ЦК КПСС. Ин-т научного атеизма. — М.: Мысль, 1987. — С. 4—23. — 318 с. — 20 000 экз. — ISBN 5-244-00201-5.
- Религия в зеркале общественного мнения // Социологические исследования. — 1994. — № 5. (соавторы: Нуруллаев А. А., Филимонов Э. Г., Элбакян Е. С.)
- Религиозный фактор в формировании экономик // Вестник Российской академии наук — 1996. — Т. 66. — С. 823—831. (в соавторстве с Э. Г. Филимоновым)
- Социологический портрет современного верующего // Сборник докладов IV международных рождественских образовательных чтений. М., 1996. — C. 207—223.
- О религиозности российской молодежи // Социологические исследования. — 1998. — № 6
- Роль религий в жизнедеятельности российской цивилизации // Религии мира. История и современность: Ежегодник 1999.
- Феномен религиозности в современной России // Обновление России: трудный поиск решений. — М., 2000;
- Роль религий в жизнедеятельности российской цивилизации // Религии мира. История и современность. — М., 2000;
- Новый тип верующего на пороге третьего тысячелетия // Исторический вестник. — 2000. — № 5—6 (9-10). — C. 225—236
- О социальном портрете современного верующего // Социологические исследования. — 2002. — № 7. — С. 68-77. (соавторы: Гаврилов Ю. А., Шевченко А. Г.)
- Экономика и религия. // Религии народов России: Словарь / Ред-кол. Мчедлов М. П. (отв. ред.), Аверьянов Ю. И., Басилов В. Н. и др. — 2-е изд., и доп. — М.: Республика, 2002. — 624 с. ISBN 5-250-01818-1 — С. 582—584. (в соавторстве с Э. Г. Филимоновым)
- Особенности религиозности в изменяющейся России // Свобода совести ― важное условие гражданского мира и межнационального согласия. М., 2003
- Мировоззренческие предпочтения и национальные различия // Социологические исследования. — 2004. — № 9. (соавторы: Гаврилов Ю. А., Шевченко А. Г.)
- Православие и ислам: этноконфессиональные отношения / М. П. Мчедлов, А. Г. Шевченко, Ю. А. Гаврилов; Ин-т комплекс. соц. исслед. — М.: Наука, 2005. — ISBN 5-02-033422-7
- [http://www.ni-journal.ru/archive/2006/n3_06/duhov306/mchled306/?print=1 (недоступная+ссылка) Национальные интересы и духовно-цивилизационные критерии] (недоступная ссылка) // Национальные интересы. — № 3/2006
- Религиозная идентичность. О новых проблемах в межцивилизационных контактах. // Социологические исследования. — 2006. — № 10 — С. 33-40.

## Публицистика
- Мчедлов М. П. Вера России в зеркале статистики // НГ-Религии, 17 мая 2000. — № 9 (55)
- Мчедлов М. П. Преодоление экстремизма // Независимая газета, 02.12.2002 г.
- Мчедлов М. П. В поисках компромисса // НГ-Религии, 20.08.2003 г.
- Мчедлов М. П. Синдром братских народов. Религиозный компонент этнического сознания помогает преодолевать политические кризисы // НГ-Религии, 06.11.2003 г.
- Мчедлов М. П. Великое переселение религий // Независимая газета, 05.04.2006

## Интервью
- Александр Петров Насколько мы терпимы? // Независимая газета, 19.01.2005 г.

## Отзывы
Религиовед А. А. Красиков, профессор и главный научный сотрудник Института Европы РАН, бывший другом М. П. Мчедлова, свидетельствует, что 

будучи членом Совета по взаимодействию с религиозными объединениями при Президенте Российской Федерации, он внёс немалый вклад в гармонизацию отношений между государством и самыми различными общинами верующих. Как и между последователями разных религий и конфессий. То же самое надо сказать о работе Михаила Петровича в Экспертном совете при Министерстве юстиции РФ.
<…>
Неукоснительное следование призванию и долгу учёного, верность общечеловеческим ценностям, положенным в основу нашего конституционного строя, высокая человеческая порядочность — в этом весь Михаил Петрович Мчедлов и в этом суть его призыва, обращенного к следующим поколениям.
Коллеги из Института социологии в некрологе отмечали, что 

Надо сказать, что и в советские годы печатные работы профессора Мчедлова по проблемам религии, даже написанные с марксистских позиций и публиковавшиеся в «идеологически выдержанных» изданиях, отличались уважением ко всякой искренней религиозной вере, признанием не только допустимости, но и ценности религиозного мировоззрения, позитивной роли религии в исторической и культурной жизни народов. Этим они резко контрастировали с общим потоком оголтелой антирелигиозной пропаганды, который доминировал в печати вплоть до середины 1980-х годов. По сути, уже в тот период профессором Мчедловым закладывались основы современного научного религиоведения.